# Mycomicrothelia atlantica
Mycomicrothelia atlantica är en art av lav som beskrevs av David Leslie Hawksworth och Brian Coppins. Arten ingår i släktet Mycomicrothelia och familjen Trypetheliaceae. Inga underarter finns listade i Catalogue of Life.